# Айка (фільм)
«Айка» (Ayka, міжнародна назва — «Мій маленький» (англ. My Little One)) — копродукційний драматичний фільм 2018 року, поставлений режисером Сергієм Дворцевим. Світова прем'єра відбулася 18 травня 2018 року на 71-му Каннському міжнародному кінофестивалі, де фільм брав участь в основній конкурсній програмі. .

## Сюжет
Молода киргизька дівчина на ім'я Айка живе і нелегально працює в Москві. Після народження сина вона залишає його в лікарні. Проте через деякий час її материнський інстинкт призводить до відчайдушних спроб знову знайти дитину.

## У ролях
| • Самал Єслямова | … | Айка                  |
| • Поліна Сєверна | … | адміністратор лікарні |
| • Андрій Колядов | … | Віктор, начальник     |

## Нагороди та номінації
| Список нагород та номінацій | Список нагород та номінацій | Список нагород та номінацій  | Список нагород та номінацій | Список нагород та номінацій | Список нагород та номінацій |
| Кінофестиваль/Кінопремія    | Рік                         | Категорія                    | Номінант(и)                 | Результат                   | Дж                          |
| --------------------------- | --------------------------- | ---------------------------- | --------------------------- | --------------------------- | --------------------------- |
| Каннський кінофестиваль     | 2018                        | Золота пальмова гілка        | Айка                        | Номінація                   | [ 2 ]                       |
| Каннський кінофестиваль     | 2018                        | Приз за найкращу жіночу роль | Самал Єслямова              | Перемога                    | [ 4 ]                       |
| Азійська кінопремія         | 17.03.2019                  | Найкраща акторка             | Самал Єслямова              | Перемога                    | [ 5 ]                       |